# Манукян, Андраник Енокович
Андрани́к Ено́кович Манукя́н (арм. Անդրանիկ Ենոքի Մանուկյան, 22 декабря 1954, село Ахванадзор Разданский район) — армянский политический и государственный деятель.
- 1976—1978 — Ереванский институт народного хозяйства.
- 1978—1982 — студент Ленинградского финансово-экономического институт им. Н. А. Вознесенского.
- 1982—1984 — аспирант того же института. Кандидат экономическах наук.
- 1970—1973 — работал в Разданском цементном заводе.
- 1973—1975 — служил в пограничных войсках СССР.
- 1985—1986 — был старшим научным сотрудником в Ереванском институте народного хозяйства.
- 1985—1990 — был инструктором, затем заведующим отделом Ереванского городского комитета КПА.
- С 1990 — генеральный директор торгово-промышленной фирмы «Армавтовазтехобслуживание».
- 1990—1995 — был депутатом верховного совета Армянской ССР. Член фракции «Республика».
- 1995—1999 — вновь депутат парламента. Член фракции «Республика», а затем депутатской группы «Еркрапа».
- 30 мая 1999 — избран депутатом парламента. Член постоянной комиссии по финансово-кредитным, бюджетным и экономическим вопросам. Член «РПА»
- 27 октября 1999 — был ранен во время террористического акта в парламенте Армении.
- С мая по ноябрь 2000 — министр-руководитель аппарата правительства Армении.
- 2000—2001 — был министром государственных доходов Армении.
- С июля 2001 — министр транспорта и связи Армении.
- С апреля 2008 по апрель 2010— советник президента Армении.
- С апреля 2010— чрезвычайный и полномочный посол Армении на Украине.

Имеет дипломатический статус чрезвычайного и полномочного посла.